# Scott Rockenfield
Scott Rockenfield (Seattle, Washington, 1963. június 15. –) amerikai dobos, aki a Queensrÿche tagjaként ismert. A zenekarból sosem távozott, így az összes lemezen az ő játékát hallani. Stílusára a komplexitás, és az aprólékos kidolgozottság jellemző. A műfaj egyik legtechnikásabb dobosaként tartják számon. Dalszerzőként nem csak a Queensrÿche-ban aktív, de tévéreklámokhoz, tévéműsorokhoz és játékfilmekhez is ír zenét. 1998-ban a Televoid c. animációs film zenéjéért Grammy-díjra jelölték.

## Diszkográfia
Queensrÿche
- Queensrÿche EP (1983)
- The Warning (1984)
- Rage for Order (1986)
- Operation: Mindcrime (1988)
- Empire (1990)
- Promised Land (1994)
- Hear in the Now Frontier (1997)
- Q2K (1999)
- Tribe (2003)
- Operation: Mindcrime II (2006)
- Take Cover (2007)
- American Soldier (2009)
- Dedicated to Chaos (2012)

Filmzene
- Albino Farm Soundtrack (2009)